# Мельник Михайло Васильович
Михайло Васильович Ме́льник (18 травня 1957, село Беєве-Комуна Липоводолинського району Сумської області) — український театральний режисер, актор театру, сценарист, музичний редактор, музикант. Заслужений артист України (1994), Народний артист України (2005), Лауреат Національної премії України імені Тараса Шевченка (2007). Засновник, художній керівник, режисер і єдиний актор унікального у своєму роді Театру одного актора «Крик».

## Творча біографія
Михайло Мельник народився 18 травня 1957 року в селі Беєве-Комуна, нині Мельникове Роменського району Сумської області. Після строкової служби в Радянській армії, яку проходив в Окремій роті почесної варти в Москві, Мельник приїхав до Києва, де працював на авіазаводі токарем. У 1982 році закінчив Київський державний інститут театрального мистецтва імені Карпенка-Карого, клас заслуженого діяча мистецтв України, професора Нінель Антонівни Биченко. За розподілом молодого артиста було направлено до Миколаївського академічного українського театру драми і музичної комедії, де він пропрацював три місяці. Згодом, за порадою колег, переїхав до Дніпропетровська. Головний режисер Українського музично-драматичного театру імені Тараса Шевченка Анатолій Якович Літко прийняв Мельника в театр без прослуховування. На малій сцені Дніпропетровського театру імені Т. Г. Шевченка, у якому Михайло Мельник працював до 1989 року, він поставив «Гайдамаки» за поемою Тараса Шевченка, «Пропащі» за мотивами творів Остапа Вишні. Хотів запустити «Ескоріал» Мішеля де Гельдерода, але п'єса не пройшла худраду.

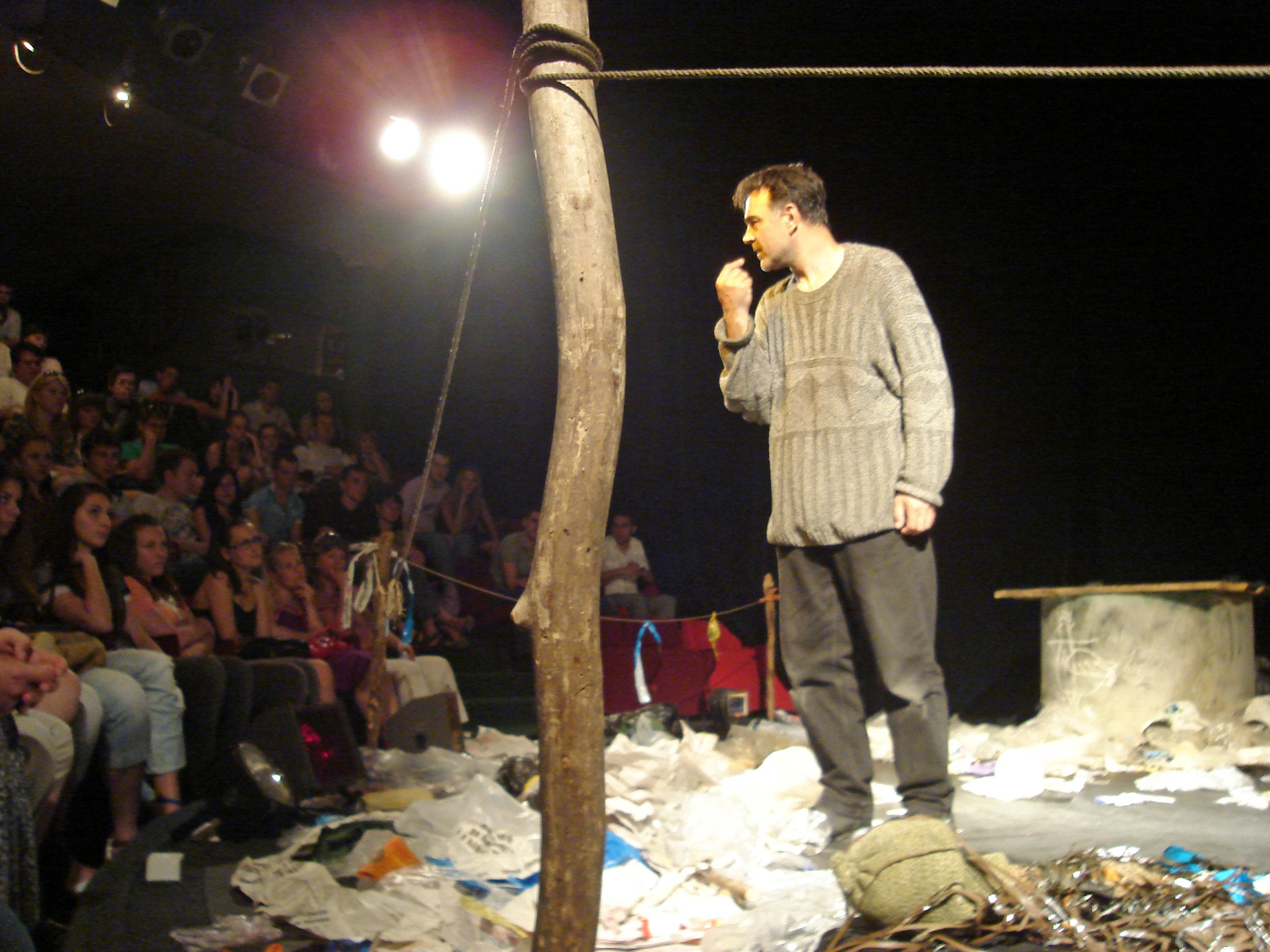
У виставі «Гріх», травень 2011

Акторську і режисерську роботу в драматичному театрі суміщав з художнім керівництвом театральною студією при Дніпропетровському монтажному технікумі, вистави якої з часом стали дуже популярними серед містян. У 1987 році на основі театральної студії монтажного технікуму Мельник створив театр-студію «Крик». З спектаклями «Гайдамаки» і «Пропащі» «Крик» виступав не тільки в Україні, а й в інших країнах колишнього СРСР.
У 1989 році однойменну театр-студію Михайло Мельник відкрив у колишньому музеї комсомольської слави імені Олександра Матросова. Саме вона стала предтечею унікального Театру одного актора. Через відсутність коштів йому довелося самотужки облаштовувати приміщення під театр, власноруч робити лави для глядачів, лаштунки, освітлювальне та звукове обладнання. Академічний український театр одного актора «Крик» — це єдиний випадок, коли в театрі режисер є і актором, і сценаристом, і музичним редактором, і художником та костюмером одночасно. Причому, актор працює не на голому майданчику, а з використанням сценографічних, музичних, світлових елементів сучасного театрального дійства. Вистави театру набули широкої популярності, хоча театр не можна назвати рухомим — попри свою компактність, на гастролі «Крик» виїжджає рідко.
У тому ж 1989 році Михайло Мельник отримав «Золотого Лева», а його моновистава «Гайдамаки» за поемою Т. Г. Шевченка перемогла на фестивалі «Театральне Придніпров'я–89». Наступного року акторська робота Мельника у виставі «Пропащі» за мотивами творів Остапа Вишні була відзначена на «Театральному Придніпров'ї-90». У 1991 році, за постановку вистави «Кара» за повістю Миколи Гоголя «Тарас Бульба», Михайло Мельник отримав Другу премію «Театрального Придніпров'я-91». 1994-го року Михайло Васильович — Лауреат І премії театрального фестивалю-конкурсу на вищу театральну нагороду Придніпров'я «Січеславна-1994» за оригінальну інтерпретацію роману Володимира Набокова «Лоліта». У тому ж році він удостоєний звання Заслуженого артиста України.

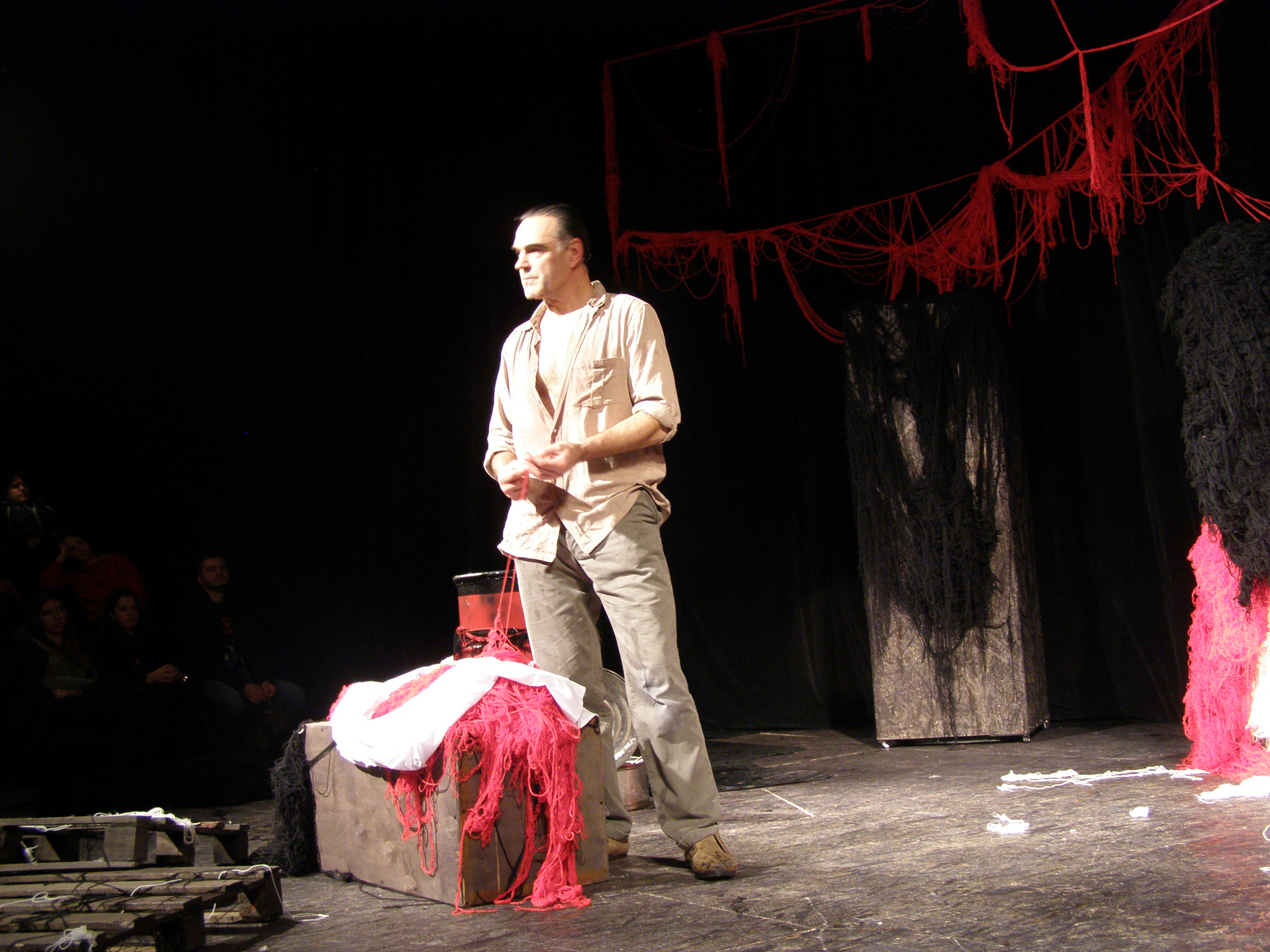
У виставі «Дикий», листопад 2017

У 1996 засновник і художній керівником першого українського театру одного актора «Крик» Мельник Михайло Васильович став першим лауреатом Премії імені Леся Курбаса, а також лауреатом і володарем Гран-прі театрального конкурсу «Січеславна-1996».
В 2004 році за виставу «Гріх» за мотивами творів класика української літератури Михайла Коцюбинського «Intermezzo» і «Що записано в книгу життя» Михайло Васильович отримав премію Вищої регіональної театральної нагороди «Січеславна» за найкращу режисуру, а у 2007-му за постановку «Гріха» Мельник удостоєний Національної премії України імені Тараса Шевченка — найвищої в Україні творчої відзнаки за вагомий внесок у розвиток культури та мистецтва.
У 2005 році Михайло Мельник отримав нагороду «Срібний Витязь» на 3-му Міжнародному театральному фестивалі «Золотий Витязь». У тому ж році Указом Президента України він удостоєний звання Народного артиста України.
Не зважаючи на власні заслуги, популярність і театральний універсалізм, Михайло Мельник продовжує навчатися й зараз. У п'ятдесят один рік актор і режисер взявся опановувати мистецтво гри на саксофоні. Почути, як грає Мельник, можна на ліричному спектаклі-контакті «Сонце в очах твоїх…».
Яскравою сторінкою творчої діяльності Михайла Васильовича Мельника став аудіодиск «Пророк» за творами Тараса Шевченка, у якому актор пропонує власну інтерпретацію найвідоміших поезій Кобзаря.

## Репертуарний лист

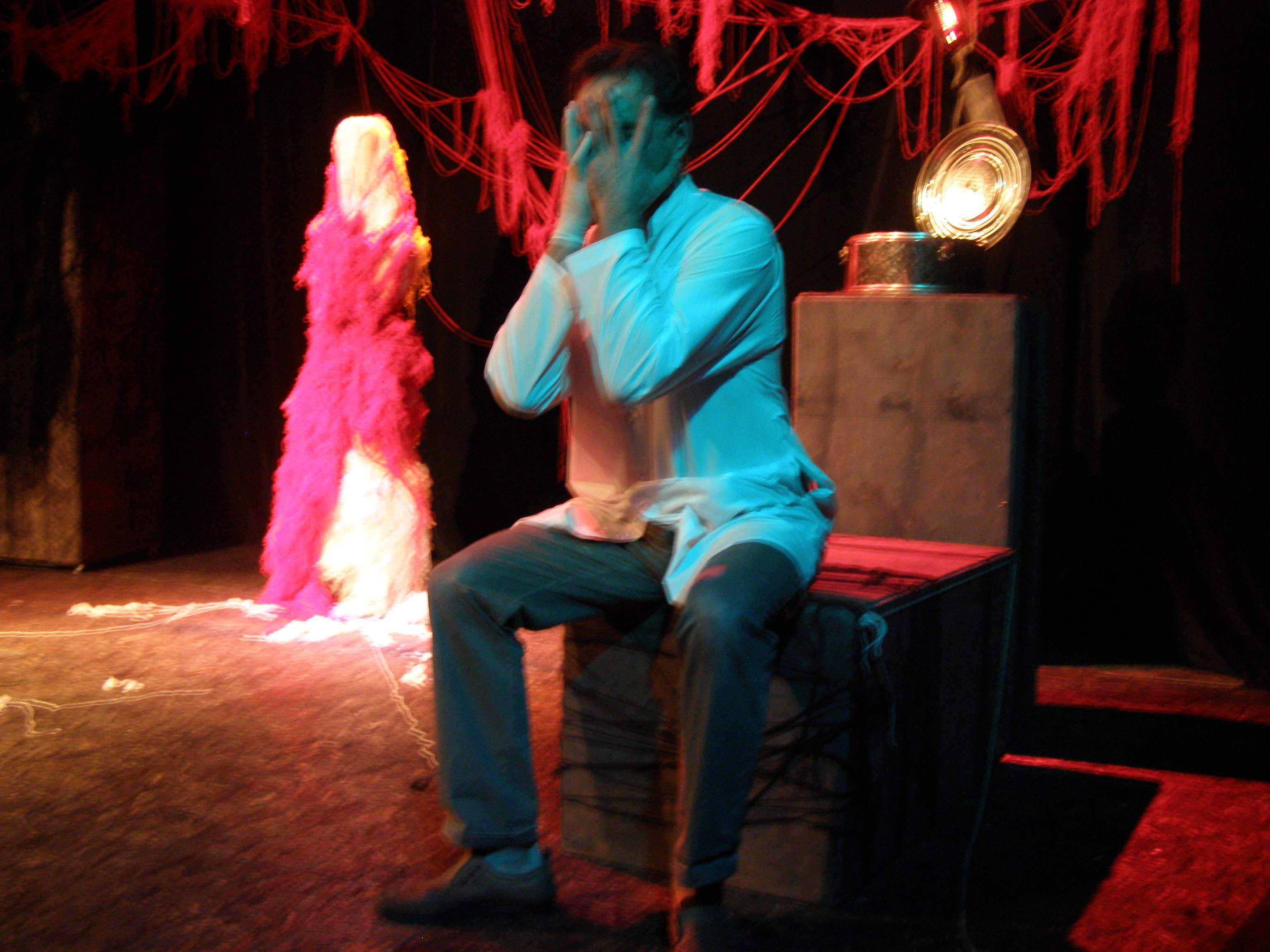
Вистава «Дикий» за мотивами повісті С. Цвейга «Амок»

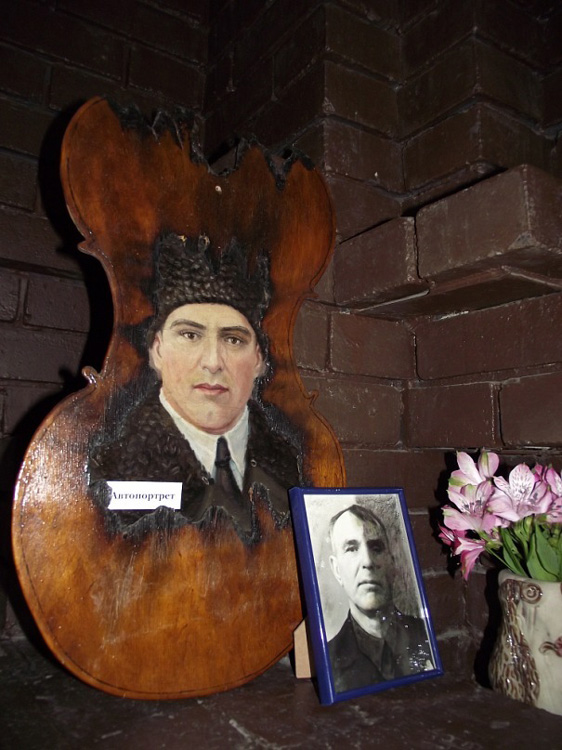
Художня композиція присвячена Василю Мельнику

- «Гайдамаки» — за однойменною поемою Тараса Шевченка (1986—1993)
- «Пропащі» — за мотивами творів Остапа Вишні (1989—1991)
- «Кара» — за повістю Миколи Гоголя «Тарас Бульба» (1991—1997)
- «Лоліта» — за однойменним романом Володимира Набокова (1993—2009)
- «Парфумер» — за романом Патріка Зюскінда (1995—2006)
- «Ворота до Раю» — за однойменною повістю Єжи Анджеєвського (1998—2003)
- «Україншка охота» — за творами Остапа Вишні (1999—2002)
- «Mollis» — за повістю Федора Достоєвського «Покірлива» (2002—2013)
- «Гріх» — за мотивами творів Михайла Коцюбинського, сучасна версія (2004)
- «Мутація» — за мотивами творів Федора Достоєвського, сучасна версія (2007—2015)
- «Табу» — за повістю «Крейцерова соната» Льва Толстого, сучасна версія (2009)
- «Сонце в очах твоїх…» — музична вистава-контакт (2010)
- «Непізнані» — за мотивами новели Стефана Цвейга «Лист незнайомої», сучасна версія (2013)
- «Дикий» — за мотивами повісті Стефана Цвейга «Амок» (2017)

## Сім'я
Духовним натхненником майстра є його батько Мельник Василь Андрійович (1910—1981) — самобутній художник, типовий представник напрямку «українського наївного живопису». Талановитий від природи, він самоучкою став чудовим музикою-скрипалем, навчився робити скрипки. У 1943 повернувшись з фронту інвалідом, обидві руки були обрізані під лікоть, у віці тридцяти трьох років взявся за пензель. Працював і малював ліктями. З-під пензля митця-самоучки вийшло більше двох тисяч картин: пейзажі, натюрморти в стилі українського примітивізму.
Михайло Васильович Мельник одружений. Виховав двох дітей — сина Ростислава і доньку Марту.

## Визнання та нагороди

### Вищі мистецькі відзнаки України
- Заслужений артист України (1994)[12];
- Народний артист України (2005)[13];
- Лауреат Національної премії України імені Тараса Шевченка (2007)[14];

### Основні театральні нагороди
1989
- Лауреат І премії І Республіканського конкурсу читців імені Тараса Шевченка
- Дипломант Всеукраїнського театрального фестивалю «Золотий Лев»
- Переможець фестивалю «Театральне Придніпров'я–89» за створення моновистави «Гайдамаки» за поемою Т. Г. Шевченка

1990
- На фестивалі «Театральне Придніпров'я-90» відзначена акторська робота Мельника у виставі «Пропащі» за мотивами творів Остапа Вишні

1991
- Переможець фестивалю «Театральне Придніпров'я–91» за створення вистави «Кара» за повістю Миколи Гоголя «Тарас Бульба»

1994
- Лауреат І премії театрального фестивалю-конкурсу на вищу театральну нагороду Придніпров'я «Січеславна-1994» за художній внесок у розвиток сучасного національного мистецтва та оригінальну інтерпретацію роману Володимира Набокова «Лоліта»

1996
- Лауреат Премії імені Леся Курбаса Міністерства культури України за значний внесок у розвиток національного мистецтва, пошук нових театральних форм
- Лауреат і володар Гран-прі театрального фестивалю-конкурсу «Січеславна-1996» за самовіддане служіння мистецтву в ім'я вищих моральних ідеалів, відображених у виставі «Парфумер» за романом Патріка Зюскінда

2000
- Нагороджений орденом Святого Володимира ІІІ ступеня Української православної церкви Київського Патріархату за проповідування гуманістичних ідеалів добра та миру, за самовіддане служіння людям та сценічне втілення повісті Єжи Анджеєвського «Ворота до Раю» вперше в історії театрального мистецтва

2002
- Лауреат театрального фестивалю-конкурсу «Січеславна-2002» в номінації «Краща чоловіча роль» за моновиставу «Mollis» за повістю Федора Достоєвського «Покірлива»

2004
- Лауреат театрального фестивалю-конкурсу «Січеславна-2004» у номінації «Краща режисерська робота» за виставу «Гріх» за мотивами творів Михайла Коцюбинського

2005
- «Срібний Витязь» на ІІІ Міжнародному Театральному Форумі «Золотий Витязь» (Мінськ, Білорусь) за виставу «Гріх»

2006
- Лауреат та володар Золотого Диплому IV Міжнародного Театрального Форуму «Золотий Витязь» (Москва, Росія) за виставу «Mollis»

2010
- Нагороджений пам'ятною медаллю Дніпропетровською облдержадміністрації «За вагомий внесок у розвиток Дніпропетровської області»

2012
- Нагороджений пам'ятною медаллю Дніпровської міської ради «За заслуги перед містом»[ru]